# کلاغ (فیلم ۱۹۱۹)
کلاغ (انگلیسی: The Crow) یک فیلم کوتاه آمریکایی در ژانر وسترن است که در سال ۱۹۱۹ منتشر شد. از بازیگران آن می‌توان به هوت گیبسون اشاره کرد.